# 林宗源
林宗源（1935年4月16日—2024年11月20日），台南市人，台南二中畢業。曾任現代詩社社長、台語文推展協會會長。1964年加入笠詩社，1987年為台灣筆會理事，1991年與黃勁連等人創立「蕃薯詩社」，發行《蕃薯詩刊》，1994年參與主辦第一屆南鯤鯓台語文學營。

## 生平
2024年11月20日，逝世。

### 註腳
1. ↑  邱祖胤. . 中央社 CNA. 2024-11-23  [2024-11-23] （中文（臺灣））.
2. ↑  . 2024-11-23. （原始内容存档于2024-11-23）.

### 文獻
- 呂興昌：《台灣詩人研究論文集》，台南市立文化中心，1995。
- 方耀：《台語文學的起源與發展》，臺南：自印，2005。
- 陳錦玉--林宗源 臺灣大百科全書. 行政院文化建設委員會. 2009年10月28日.
- 台灣作家作品目錄資料庫——林宗源 （页面存档备份，存于）